# ニューポート・ニューズ造船所
座標: 北緯36度59分31秒 西経76度26分42秒 / 北緯36.99208度 西経76.44507度

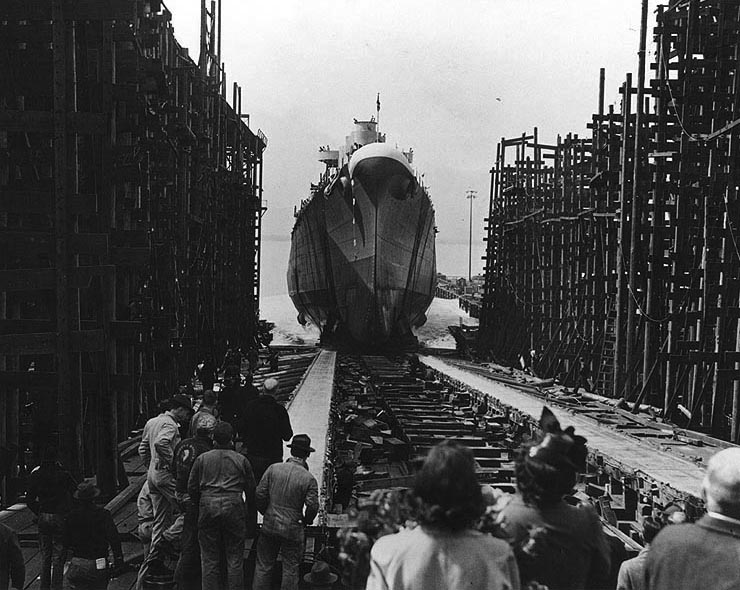
1942年、巡洋艦バーミングハムの進水

ニューポート・ニューズ造船所（Newport News Shipbuilding、略称 NNS）は、アメリカ国内で最大の民間造船所で、ハンティントン・インガルス・インダストリーズ（略称 HII）の一部門である。バージニア州ニューポート・ニューズ市に所在する。
ニミッツ級およびフォード級航空母艦（原子力空母）を建造可能な唯一の造船所である。

## 歴史

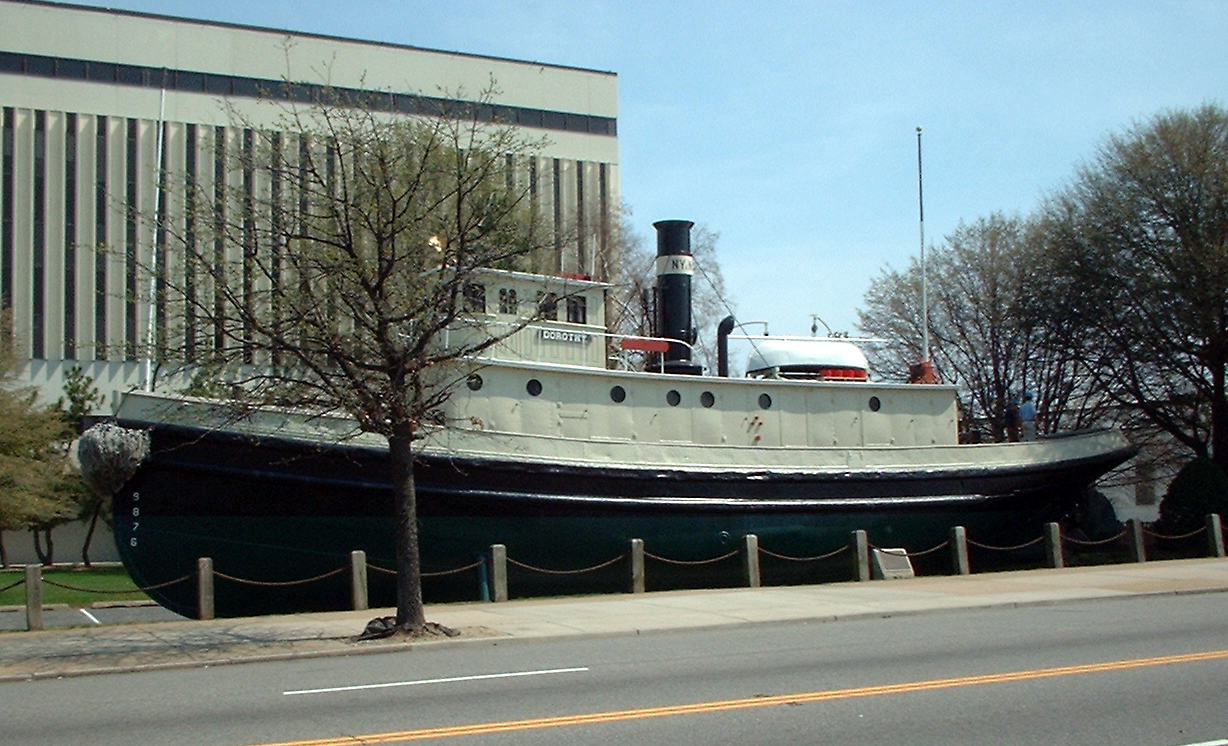
ドロシー（1891年に本造船所で最初に建造された船）

1880年代にコリス・ポッター・ハンティントンが、オハイオ渓谷からニューポート・ニューズへ石炭を運ぶためにチェサピーク・アンド・オハイオ鉄道を作った。そして、彼は1886年にこの石炭輸送に使用する船を修理するために、この造船所の前身となるチェサピーク乾ドック・建造会社（Chesapeake Dry Dock and Construction Company）を設立した。この会社は1890年にニューポート・ニューズ造船所・乾ドック会社（Newport News Shipbuilding and Dry Dock Company）と名を変え、1891年に最初の船となるタグボートドロシーを建造した。1897年までに同造船所はアメリカ海軍のために3隻の軍艦、ナッシュビル（USS Nashville）、ウィルミントン（USS Wilmington）およびヘレナ（USS Helena）を建造した。
1906年の革新的な戦艦「ドレッドノート」の就役が世界的な建艦競争の始まりとなった。1907年から1923年の間にニューポート・ニューズ造船所は、アメリカ海軍の22隻の弩級・超弩級戦艦のうちの6隻を建造した。「デラウェア」「テキサス」「ペンシルベニア」「ミシシッピ」「メリーランド」「ウエスト・バージニア」。「デラウェア」以外の艦は第二次世界大戦に現役で参加した。
1907年にセオドア・ルーズベルト大統領が、グレート・ホワイト・フリートを世界一周の航海に送り出した。16隻の戦艦のうちの7隻はニューポート・ニューズ造船所で建造された。1918年から1920年の間にニューポート・ニューズ造船所は25隻の駆逐艦を建造した。第一次世界大戦後には航空母艦を建造し始めた。レンジャー（CV-4）は1934年に建造され、続いてヨークタウン（CV-5）およびエンタープライズ（CV-6）を建造した。
1940年までに海軍は7隻の航空母艦および4隻の巡洋艦を発注した。また、ニューポート・ニューズ造船所はリバティ船の要求を速やかに満たした。1941年末に最初のリバティ船を進水させ、全部で239隻を建造した。海軍はニューポート・ニューズ造船所に船舶建造での功績で「E」ペナントを授与した。
戦後、ニューポート・ニューズ造船所は有名な客船「ユナイテッド・ステーツ」を建造した。それは大西洋横断の速度記録を作った。1954年にはウェスティングハウス・エレクトリック社および海軍と共同で、空母推進用のプロトタイプ原子炉を開発建造し、1960年には最初の原子力空母「エンタープライズ」を設計した。1959年には、最初の原子力潜水艦「シャーク」を建造した。
1970年代には西半球で今まで建造された最大のタンカーのうちの2隻と、さらにアメリカで今まで建造された最大のLNGタンカー、排水量39万トン以上の3隻を建造した。1980年代にはニミッツ級航空母艦およびロサンゼルス級原子力潜水艦を含む様々な海軍艦艇を建造した。
2001年11月7日にニューポート・ニューズ造船所はノースロップ・グラマンとの吸収合併協定に署名し、ノースロップ・グラマン・ニューポート・ニューズ（Northrop Grumman Newport News 略称 NGNN）となって、40億ドルの造船所が誕生した。
NGNNは、2008年1月28日に、ノースロップ・グラマン社のもうひとつの造船部門であったノースロップ・グラマン・シップ・システムズ（インガルス造船所とエイボンデール造船所を管轄）と統合され、ノースロップ・グラマン・シップビルディング（Northrop Grumman Shipbuilding、略称 NGSB）となり、ニューポート・ニューズ造船所はその管轄下のノースロップ・グラマン・シップビルディング・ニューポート・ニューズ（Northrop Grumman Shipbuilding Newport News、略称 NGSB-NN）となった。
2011年3月31日にノースロップ・グラマン社は、10年に渡るアメリカ海軍艦建造から手を引き、造船部門のNGSBを分離してハンティントン・インガルス・インダストリーズ（Huntington Ingalls Industries、略称 HII）として独立させるとともに、その株主となった。そして、NGSB-NNはHIIの一部門のニューポート・ニューズ造船所（Newport News Shipbuilding）となった。